# (34667) 2000 XJ19
2000 XJ19 (asteroide 34667) é um asteroide da cintura principal. Possui uma excentricidade de 0.17884270 e uma inclinação de 17.85639º.
Este asteroide foi descoberto no dia 4 de dezembro de 2000 por LINEAR em Socorro.